# Józef Wróbel (duchowny)
Józef Wróbel (ur. 18 października 1952 w Bestwinie) – polski duchowny rzymskokatolicki, sercanin, doktor habilitowany nauk teologicznych, biskup diecezjalny helsiński w latach 2000–2008, biskup pomocniczy lubelski od 2008.

## Życiorys
Urodził się 18 października 1952 w Bestwinie. W latach 1967–1971 uczęszczał do Liceum Ogólnokształcącego im. Mikołaja Kopernika w Żywcu. W latach 1971–1973 studiował w Pomaturalnym Studium Technicznym oraz na Politechnice Łódzkiej (filii w Bielsku-Białej). W grudniu 1973 wstąpił do Zgromadzenia Księży Najświętszego Serca Jezusowego. Roczny nowicjat odbył w Pliszczynie, po czym rozpoczął studia w Wyższym Seminarium Misyjnym Księży Sercanów w Stadnikach. Pierwsze śluby zakonne złożył 28 grudnia 1974, a śluby wieczyste 16 września 1978. Święceń prezbiteratu udzielił mu 12 czerwca 1980 kardynał Franciszek Macharski, arcybiskup metropolita krakowski. W latach 1980–1982 odbył studia specjalistyczne w zakresie teologii moralnej w Akademii Alfonsjańskiej (Uniwersytet Laterański) w Rzymie, które uwieńczył licencjatem na podstawie pracy I fondamentali impegni politici della persona negli scritti di Jacques Maritain. Na tej samej uczelni w latach 1982–1985 odbył dalsze studia. W ich trakcie w roku akademickim 1983/1984 kształcił się na wydziale teologii uniwersytetu katolickiego we Fryburgu. Stopień doktora teologii moralnej uzyskał w 1985 na podstawie dysertacji I fondamentali doveri e i diritti della persona nelle opere di Jacques Maritain. Doktorat nostryfikował w 1987 na Katolickim Uniwersytecie Lubelskim. W 1999 na podstawie rozprawy Człowiek i medycyna. Teologiczno-moralne podstawy ingerencji medycznej uzyskał na Wydziale Teologii Katolickiego Uniwersytetu Lubelskiego stopień doktora habilitowanego nauk teologicznych.
Po powrocie ze studiów zagranicznych od września 1985 do lutego 1986 pracował jako wikariusz w parafii Węglówka w archidiecezji krakowskiej. W latach 1986–1987 pełnił obowiązki sekretarza Prowincji Polskiej Księży Sercanów. W 1985 został wykładowcą etyki i teologii moralnej w Wyższym Seminarium Misyjnym Księży Sercanów w Stadnikach. W latach 1990–1993 pełnił funkcję rektora tego seminarium. W 1987 został pracownikiem naukowo-dydaktycznym Katolickiego Uniwersytetu Lubelskiego. Był asystentem przy Katedrze Historii Teologii Moralnej, a w 1999 objął funkcję kierownika nowo utworzonej Katedry Teologii Życia przy Instytucie Teologii Moralnej. W latach 1999–2002 był wiceprzewodniczącym Komisji Etycznej przy Akademii Medycznej w Lublinie.
30 listopada 2000 papież Jan Paweł II mianował go biskupem diecezjalnym diecezji helsińskiej. Święcenia biskupie otrzymał 27 stycznia 2001 w luterańskim kościele św. Jana w Helsinkach. Udzielił mu ich kardynał Edward Cassidy, przewodniczący Papieskiej Rady ds. Popierania Jedności Chrześcijan, któremu towarzyszyli arcybiskup Piero Biggio, nuncjusz apostolski w krajach skandynawskich, i Gerhard Schwenzer, biskup diecezjalny Oslo. Jako zawołanie biskupie przyjął słowa „Omnia mea tua sunt” (Wszystko, co moje, jest Twoje).
28 czerwca 2008 papież Benedykt XVI mianował go biskupem pomocniczym archidiecezji lubelskiej ze stolicą tytularną Suas. W 2012 został ustanowiony kanonikiem gremialnym Kapituły Archikatedralnej Lubelskiej
W ramach Konferencji Episkopatu Polski w 2018 został przewodniczącym Zespołu Ekspertów ds. Bioetycznych, ponadto wszedł w skład Rady ds. Rodziny.
W 2009 był współkonsekratorem podczas sakry biskupa diecezjalnego helsińskiego Teemu Sippa.